# Musée archéologique Brüning
Le Musée archéologique Brüning est un musée archéologique situé dans la ville de Lambayeque au Pérou.  
Inauguré en 1966, il présente le fruit de 48 années de recherche de l'archéologue allemand Hans Heinrich Brüning sur les cultures préhispaniques. Le bâtiment principal du musée présente plus de 1 400 pièces, principalement des cultures Lambayeque, Moche, Chavín, Vicús et Inca, sur quatre niveaux. Les pièces les plus importantes datent de plus de 10 000 ans.

## Description

### Salle Hans Heinrich Brüning
Placée au début du parcours, cette salle présente l'important apport archéologique et historique d'Hans Heinrich Brüning au cours de ses travaux de recherche.

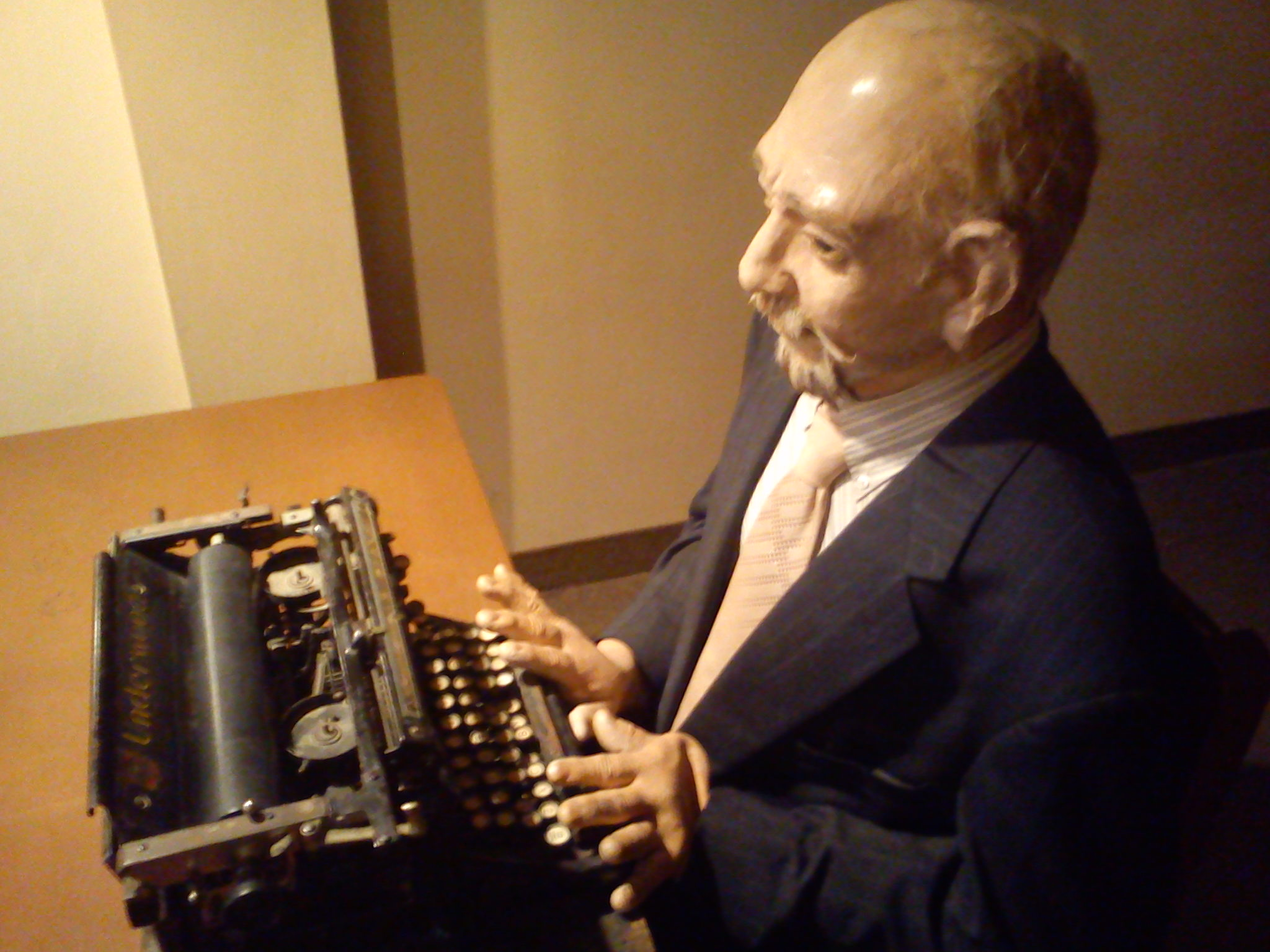
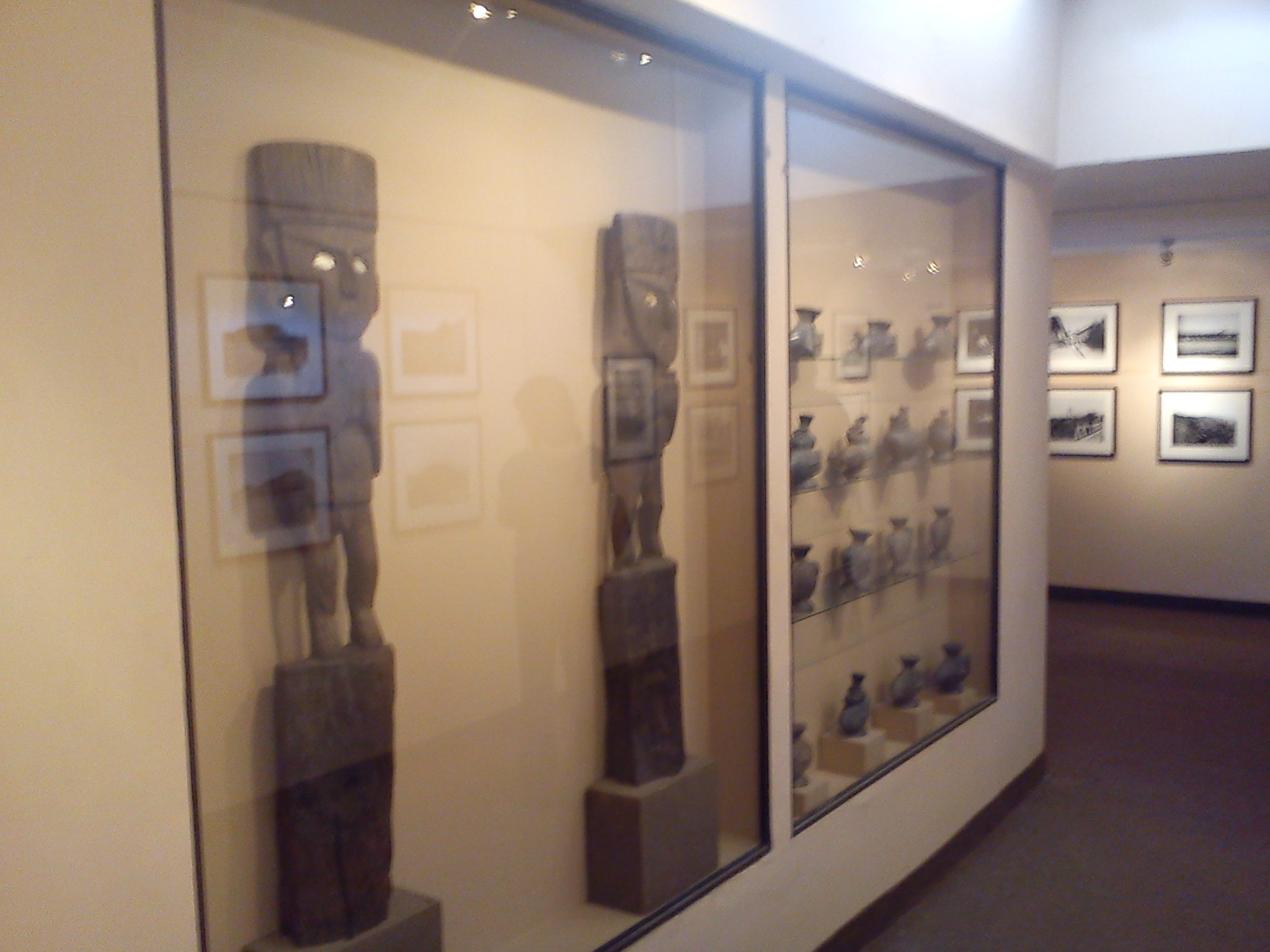
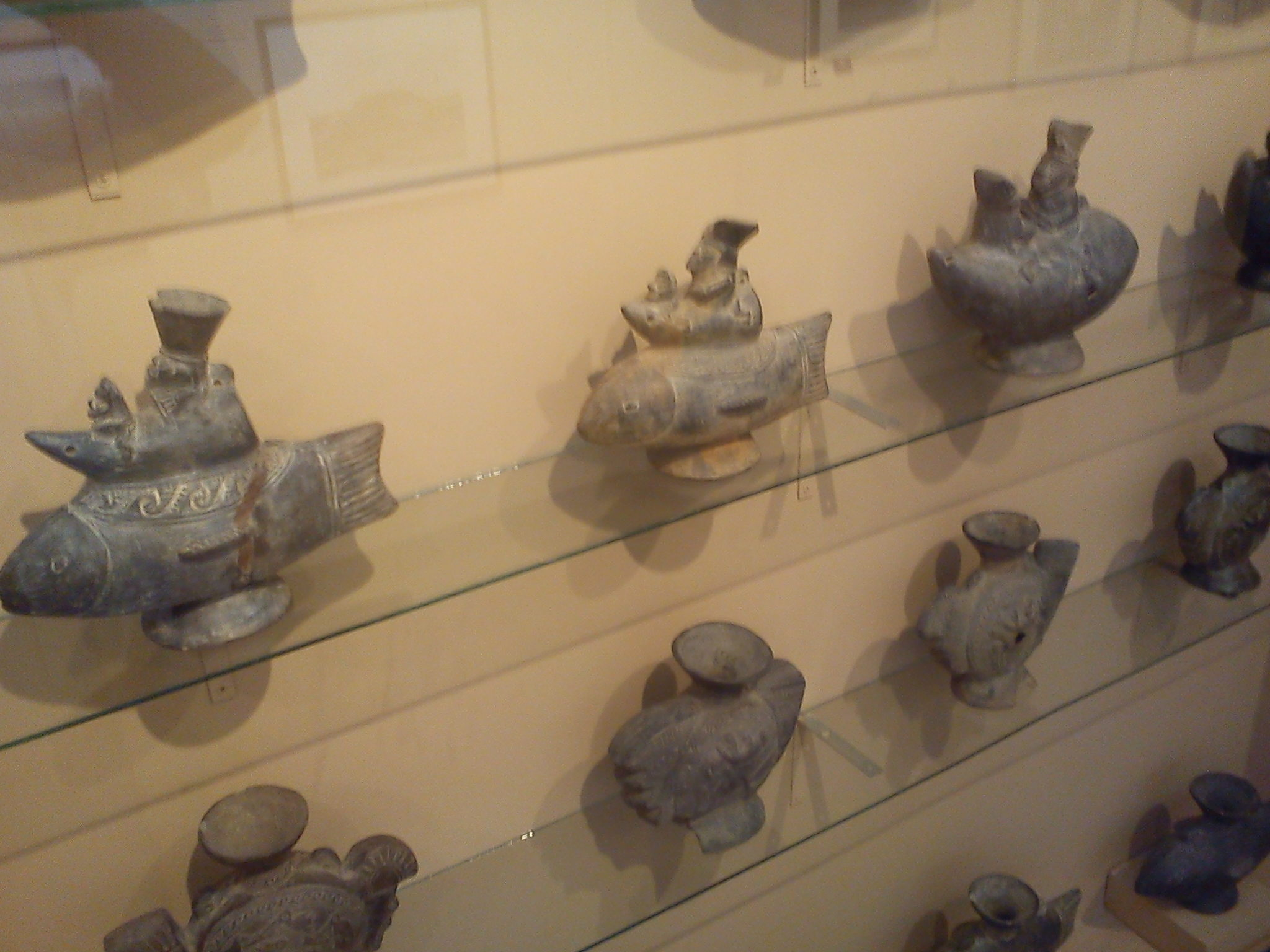
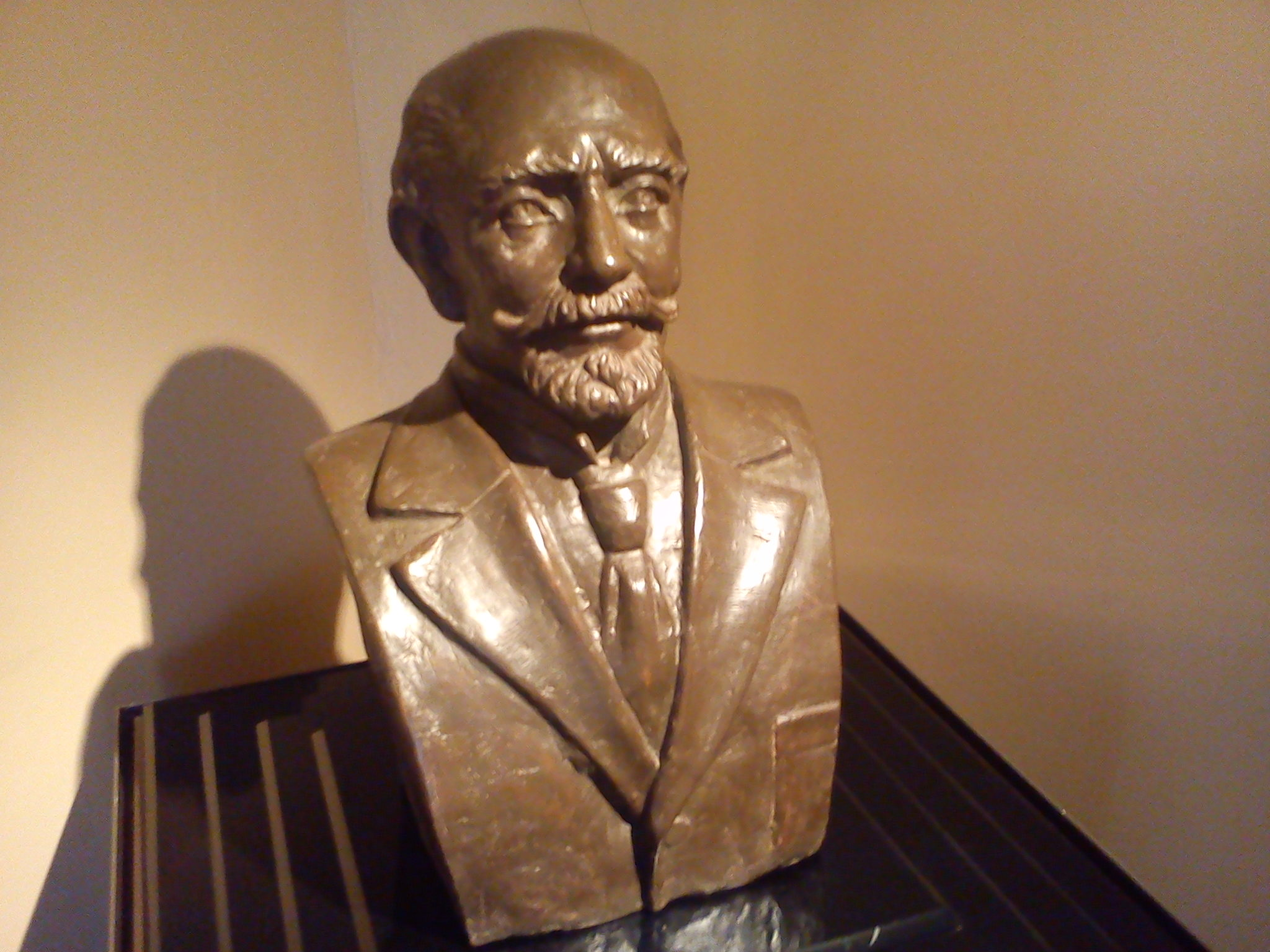

### Salle de l'orfèvrerie
La salle de l'orfèvrerie présente l'une des plus importantes collections d'Amérique (environ 500 pièces), dont quelques  pièces trouvées dans la tombe du Seigneur de Sipán.

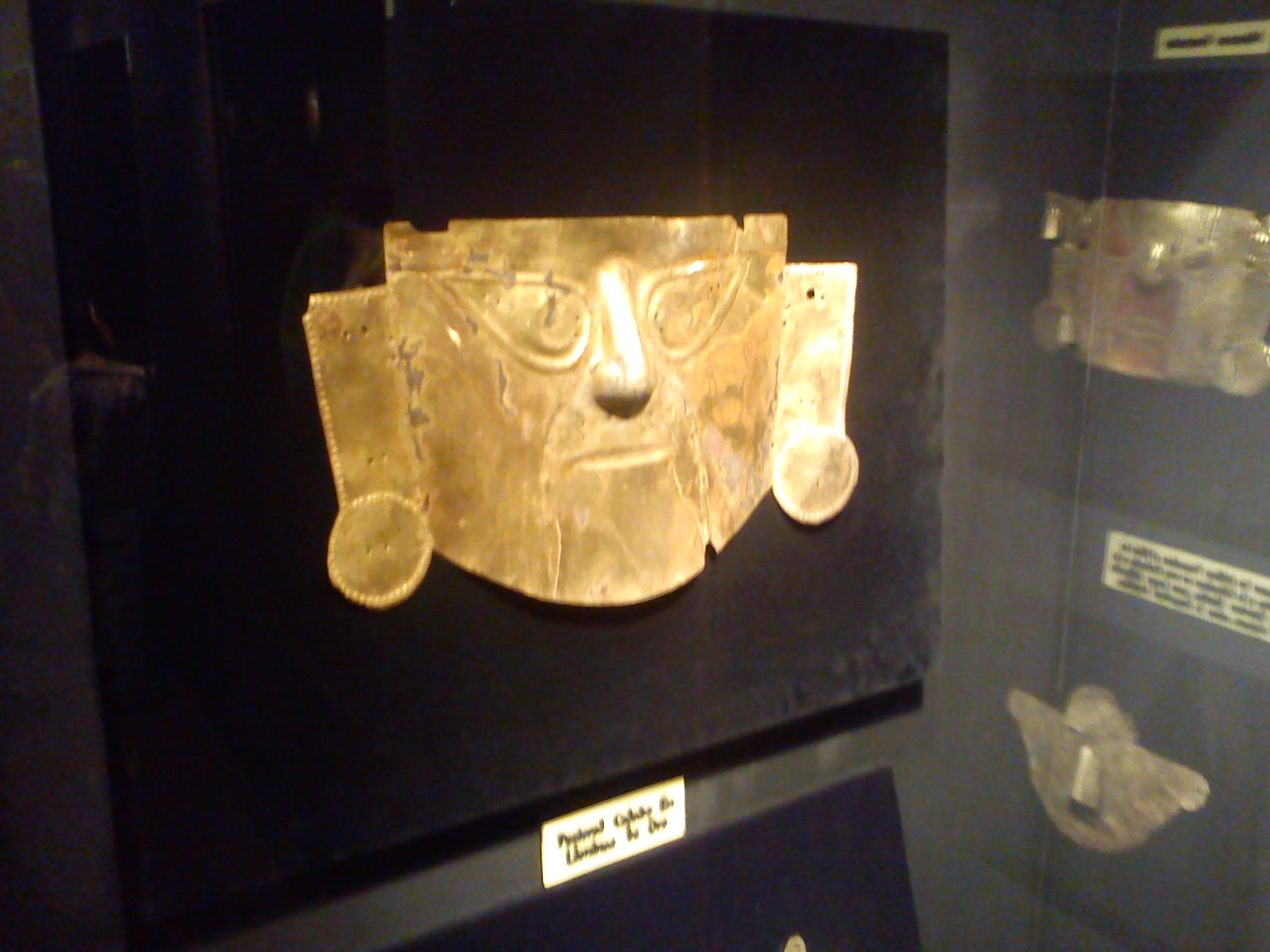
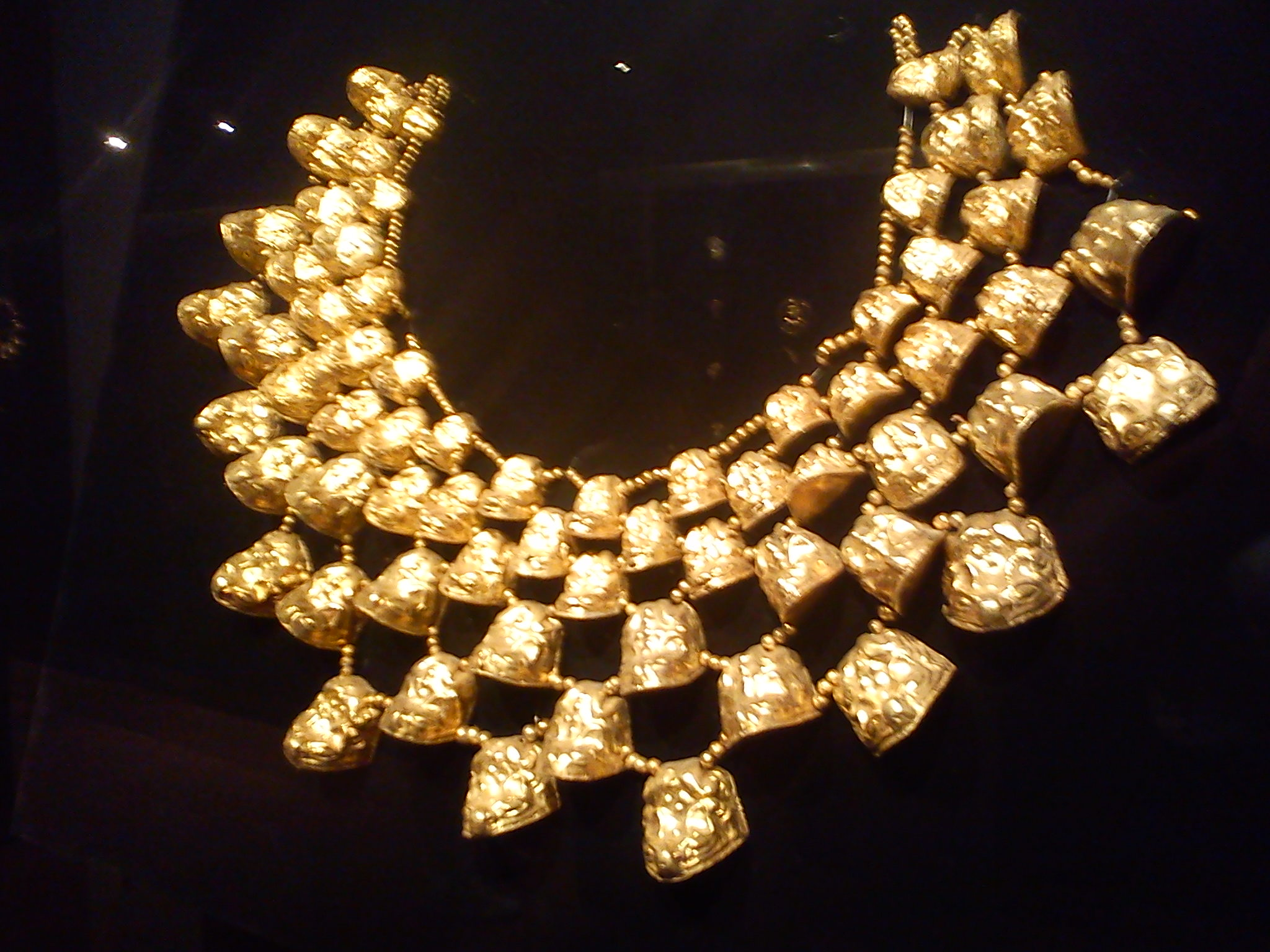